# Landsat-5
Landsat‑5 — спутник ДЗЗ геологической службы США USGS. Был запущен 1 марта 1984 года в рамках программы Landsat. В октябре 2007 года эксплуатация спутника была приостановлена на 4 месяца из-за выхода из строя одной из двух аккумуляторных батарей. В марте 2008 года возобновлена эксплуатация спутника с дополнительными ограничениями, при этом время существования спутника на орбите составило 24 года.
Представляет полную копию спутника Landsat‑4, использует такие же инструменты — Thematic Mapper (TM) и Multi-Spectral Scanner (MSS).
Высота орбиты 705 км, орбита приполярная, солнечно-синхронная.
Наклонение 98,2 градуса.
Обзор всей поверхности планеты занимает 16 суток.
29 апреля 1986 года впервые сделал фотографию Чернобыльской АЭС После Аварии.
В январе 2005 года начались сбои системы поворота основной солнечной батареи. В ноябре с похожими симптомами столкнулись на запасной батарее. Получение изображений было приостановлено.
После расследования в декабре 2005 и тестирования в январе 2006 были разработаны контрмеры, и работа аппарата была возобновлена.
На март 2009 года Landsat‑5 находился на орбите уже 25 лет (превысив изначальный трёхлетний срок существования на 22 года) и всё ещё использовался по назначению.
В декабре 2009 отказала запасная ЛБВ в радиоусилителе, которая использовалась вместо основной, выключенной ещё в 1987 году. Через 22 года после отключения основная ЛБВ была введена в строй, и работа канала передачи данных возобновилась в январе 2010 года.
В ноябре 2011 года получение изображений было приостановлено на 90 дней. USGS заявила, что спутник выработал практически все ресурсы, проработав более 27 лет.
В марте-апреле 2012 года, на 28-м году миссии, инструмент MSS, выключенный в 1995 году, был вновь включён.
21 декабря 2012 года было объявлено о намерении вывода спутника из эксплуатации. За время функционирования Landsat‑5 несколько раз выходил из строя, однако его работу удавалось возобновлять. Но в конце декабря 2012 года на аппарате произошла поломка одного из гироскопов, которая не поддаётся ремонту. Всего на спутнике установлены три гироскопа, и для функционирования требуются два из них. Спутник будет выведен из эксплуатации в течение ближайших нескольких месяцев, скорее всего после введения в строй Landsat Data Continuity Mission. С момента запуска аппарата прошло 28 лет, за которые он совершил около 150 тысяч витков вокруг нашей планеты и передал около 2,5 млн фотографий. Landsat‑5 поставил рекорд по времени активной эксплуатации спутников, изучавших Землю (28 лет).
10 февраля 2013 года агентство NASA объявило о том, что проект вошёл в книгу рекордов Гиннесса как самая длительная миссия спутникового наблюдения Земли (28 лет и 10 месяцев).